# サラ・エラニ
サラ・エラニ（Sara Errani, 1987年4月29日 - ）は、イタリア・ボローニャ出身の女子プロテニス選手。WTAランキング自己最高位はシングルス5位、ダブルス1位。これまでにWTAツアーでシングルス9勝、ダブルス35勝を挙げている。身長164cm、体重60kg。右利き、バックハンド・ストロークは両手打ち。「エラーニ」の表記揺れも多い。
2012年の全仏オープン女子シングルスの準優勝者。ダブルスでもロベルタ・ビンチと組み4大大会で5勝を挙げキャリアグランドスラム達成。その10年越しの2024年にジャスミン・パオリーニと組みパリオリンピックで金メダルを獲得し、ゴールデン・スラムも達成した。2025年にジャスミン・パオリーニと組み2025年全仏オープンを制し11年振りの4大大会優勝を果たした。

## 来歴
エラニは8歳からテニスを始める。2002年にプロに転向。しばらくはITFのサーキット大会を転戦した。2007年の全米オープンで4大大会に初出場。初戦を突破し2回戦で第10シードのマリオン・バルトリに 4–6, 2–6 で敗れた。
2008年7月の地元パレルモ大会ではシングルスとダブルスの双方で決勝に進出。シングルスではマリヤ・コリャツェワを 6–2, 6–3 、ヌリア・リャゴステラ・ビベスと組んだダブルスではアーラ・クドゥリャフツェワ&アナスタシア・パブリュチェンコワ組を 2–6, 7–6(1), [10–4] で破りツアー初優勝を果たした。7月末のポルトロス大会でも決勝に進出し、アナベル・メディナ・ガリゲスを 6–3, 6–3 で破り出場2大会優勝を果たした。
8月の北京五輪にも出場し、1回戦でサマンサ・ストーサーに 3–6, 2–6 で敗れた。
2012年全豪オープンでは2回戦で、ナディア・ペトロワを 6–2, 6–2 、3回戦でソラナ・チルステアを 6–7, 6–0, 6–2 、4回戦では鄭潔を 6–2, 6–1 で破って勝ち上がりノーシードからベスト8に進出する。（これまでのエラニは3回戦進出が4大大会の最高成績であった。）準々決勝ではペトラ・クビトバに 4–6, 4–6 で敗れた。2月末のアカプルコ大会では決勝でフラビア・ペンネッタに 5–7, 7–6(2), 6–0 で勝利し、3年7カ月ぶりのシングルスツアー3勝目を挙げた。4月のバルセロナ大会と5月のブダペスト大会でも優勝し、2012年3勝目を挙げた。
2012年全仏オープンでは3回戦でアナ・イバノビッチ、4回戦でスベトラーナ・クズネツォワの過去の全仏優勝者に勝利して全豪に続きベスト8に進出。準々決勝でアンゲリク・ケルバーを 6–3, 7–6(2) で破り初めてトップ10プレイヤーに勝利した。（エラニはこれまでトップ10プレイヤーと28回対戦したが一度も勝利を挙げることが出来なかった。）準決勝ではサマンサ・ストーサーを破り第21シードから決勝に進出した。決勝ではマリア・シャラポワに 3–6, 2–6 で敗れて準優勝となった。全米オープンでも4回戦でアンゲリク・ケルバーに 7–6(5), 6–3 で勝利しベスト8に進出した。準々決勝ではロベルタ・ビンチに 6–2, 6–4 で勝利しベスト4に進出。イタリア人として初の全米ベスト4入りを果たした。準決勝ではセリーナ・ウィリアムズに 1–6, 2–6 で完敗した。最終戦のWTAツアー選手権にも初出場した。
2013年全仏オープンでは2年連続でベスト4に進出したが、準決勝でセリーナ・ウィリアムズに 0–6, 1–6 （試合時間46分）で完敗した。
ダブルスでは同じイタリアのロベルタ・ビンチと組むことが多い。4大大会では2011年全米オープンでベスト8、2012年全豪オープンで決勝に進出した。決勝ではスベトラーナ・クズネツォワ&ベラ・ズボナレワ組に 7-5, 4-6, 3-6 で敗れ準優勝となった。2012年全仏オープンでは決勝でマリア・キリレンコ&ナディア・ペトロワ組を 4-6, 6-4, 6-2 で破り初めての4大大会ダブルスタイトルを獲得した。2012年全米オープンでも決勝に進出しアンドレア・フラバーチコバ&ルーシー・ハラデツカ組を 6–4, 6–2 で破り優勝した。大会後のランキングで初めてのダブルスランキング1位になった。2013年全豪オープンでも決勝でアシュリー・バーティ&ケーシー・デラクア組を 6-2, 3-6, 6-2 で破り4大大会ダブルス3勝目を挙げた。翌年の大会も連覇した。
2014年全仏オープンでは決勝で謝淑薇&彭帥組に 4-6, 1-6 で敗れ準優勝に終わったが、ウィンブルドンの決勝でティメア・バボシュ&クリスティナ・ムラデノビッチ組を 6–1, 6–3 で破り史上5組目のキャリアグランドスラムを達成した。
エラニは2017年に禁止薬物のレトロゾールに陽性反応を示し、ドーピング違反で2カ月の資格停止処分を受けている。

## WTAツアー決勝進出結果

### シングルス: 19回 (9勝10敗)
| 大会グレード          | 大会グレード                 |
| 2008年以前            | 2009年以後                   |
| --------------------- | ---------------------------- |
| グランドスラム (0–1)  |                              |
| WTAファイナルズ (0–0) |                              |
| ティア I (0–0)        | プレミア・マンダトリー (0–0) |
| ティア I (0–0)        | プレミア5 (0–1)              |
| ティア II (0–0)       | プレミア (1–3)               |
| ティア III (0–0)      | インターナショナル (6–5)     |
| ティア IV ＆ V (2–0)  | インターナショナル (6–5)     |

| 結果   | No. | 決勝日        | 大会             | サーフェス    | 対戦相手                         | スコア             |
| ------ | --- | ------------- | ---------------- | ------------- | -------------------------------- | ------------------ |
| 優勝   | 1.  | 2008年7月13日 | パレルモ         | クレー        | マリヤ・コリャツェワ             | 6-2, 6-3           |
| 優勝   | 2.  | 2008年7月27日 | ポルトロス       | ハード        | アナベル・メディナ・ガリゲス     | 6-3, 6-3           |
| 準優勝 | 1.  | 2009年7月19日 | パレルモ         | クレー        | フラビア・ペンネッタ             | 1-6, 2-6           |
| 準優勝 | 2.  | 2009年7月26日 | ポルトロス       | ハード        | ディナラ・サフィナ               | 7-6(7-5), 1-6, 5-7 |
| 準優勝 | 3.  | 2011年2月13日 | パタヤ           | ハード        | ダニエラ・ハンチュコバ           | 0-6, 2-6           |
| 優勝   | 3.  | 2012年3月3日  | アカプルコ       | クレー        | フラビア・ペンネッタ             | 5-7, 7-6(7-2), 6-0 |
| 優勝   | 4.  | 2012年4月15日 | バルセロナ       | クレー        | ドミニカ・チブルコバ             | 6-2, 6-2           |
| 優勝   | 5.  | 2012年5月5日  | ブダペスト       | クレー        | エレーナ・ベスニナ               | 7-5, 6-4           |
| 準優勝 | 4.  | 2012年6月9日  | 全仏オープン     | クレー        | マリア・シャラポワ               | 3-6, 2-6           |
| 優勝   | 6.  | 2012年7月15日 | パレルモ         | クレー        | バルボラ・ザフラボバ・ストリコバ | 6-1, 6-3           |
| 準優勝 | 5.  | 2013年2月3日  | パリ             | ハード (室内) | モナ・バルテル                   | 5-7, 6-7(4-7)      |
| 準優勝 | 6.  | 2013年2月23日 | ドバイ           | ハード        | ペトラ・クビトバ                 | 2-6, 6-1, 1-6      |
| 優勝   | 7.  | 2013年3月2日  | アカプルコ       | クレー        | カルラ・スアレス・ナバロ         | 6-0, 6-4           |
| 準優勝 | 7.  | 2013年7月14日 | パレルモ         | クレー        | ロベルタ・ビンチ                 | 3-6, 6-3, 3-6      |
| 準優勝 | 8.  | 2014年2月2日  | パリ             | ハード (室内) | アナスタシア・パブリュチェンコワ | 6-3, 2-6, 3-6      |
| 準優勝 | 9.  | 2014年5月18日 | ローマ           | クレー        | セリーナ・ウィリアムズ           | 3-6, 0-6           |
| 優勝   | 8.  | 2015年2月22日 | リオデジャネイロ | クレー        | アンナ・カロリナ・シュミエドロバ | 7-6(7-2), 6-1      |
| 準優勝 | 10. | 2015年7月19日 | ブカレスト       | クレー        | アンナ・カロリナ・シュミエドロバ | 6-7(3-7), 3-6      |
| 優勝   | 9.  | 2016年2月20日 | ドバイ           | ハード        | バルボラ・ストリコバ             | 6-0, 6-2           |

### ダブルス: 52回 (35勝17敗)
| 大会グレード          | 大会グレード                 | 大会グレード  |
| 2008年以前            | 2009年以後                   | 2021年以後    |
| --------------------- | ---------------------------- | ------------- |
| グランドスラム (6–4)  |                              |               |
| WTAファイナルズ (0–0) |                              |               |
| ティア I (0–0)        | プレミア・マンダトリー (2–1) | WTA1000 (4–0) |
| ティア I (0–0)        | プレミア5 (3–3)              | WTA1000 (4–0) |
| オリンピック (1–0)    |                              |               |
| ティア II (0–0)       | プレミア (2–4)               | WTA500 (1–1)  |
| ティア III (0–0)      | インターナショナル (14–3)    | WTA250 (1–1)  |
| ティア IV ＆ V (1–0)  | インターナショナル (14–3)    | WTA250 (1–1)  |

| 結果   | No. | 決勝日         | 大会               | サーフェス    | パートナー                             | 対戦相手                                                    | スコア                |
| ------ | --- | -------------- | ------------------ | ------------- | -------------------------------------- | ----------------------------------------------------------- | --------------------- |
| 優勝   | 1.  | 2008年7月13日  | パレルモ           | クレー        | ヌリア・リャゴステラ・ビベス           | アーラ・クドゥリャフツェワ アナスタシア・パブリュチェンコワ | 2-6, 7-6(7-1), [10-4] |
| 優勝   | 2.  | 2009年6月19日  | スヘルトーヘンボス | 芝            | フラビア・ペンネッタ                   | ミハエラ・クライチェク ヤニナ・ウィックマイヤー             | 6–4, 5–7, [13–11]     |
| 準優勝 | 1.  | 2010年2月22日  | アカプルコ         | クレー        | ロベルタ・ビンチ                       | ポロナ・ヘルツォグ バルボラ・ザフラボバ・ストリコバ         | 6-2, 1-6, [2-10]      |
| 優勝   | 3.  | 2010年4月11日  | マルベーリャ       | クレー        | ロベルタ・ビンチ                       | マリア・コンドラチェワ ヤロスラワ・シュウェドワ             | 6-4, 6-2              |
| 優勝   | 4.  | 2010年4月17日  | バルセロナ         | クレー        | ロベルタ・ビンチ                       | ティメア・バシンスキー タチアナ・ガルビン                   | 6-1, 3-6, [10-2]      |
| 優勝   | 5.  | 2010年7月17日  | パレルモ           | クレー        | アルベルタ・ブリアンティ               | ジル・クレイバス ユリア・ゲルゲス                           | 6-4, 6-1              |
| 準優勝 | 2.  | 2010年10月23日 | モスクワ           | ハード (室内) | マリア・ホセ・マルティネス・サンチェス | ヒセラ・ドゥルコ フラビア・ペンネッタ                       | 3-6, 6-2, [6-10]      |
| 優勝   | 6.  | 2011年1月15日  | ホバート           | ハード        | ロベルタ・ビンチ                       | カテリナ・ボンダレンコ リガ・デクメイエレ                   | 6-3, 7-5              |
| 優勝   | 7.  | 2011年2月13日  | パタヤ             | ハード        | ロベルタ・ビンチ                       | 孫勝男 鄭潔                                                 | 3-6, 6-3, [10-5]      |
| 準優勝 | 3.  | 2011年4月10日  | マルベーリャ       | クレー        | ロベルタ・ビンチ                       | ヌリア・リャゴステラ・ビベス アランチャ・パラ・サントンハ   | 6-3, 4-6, [5-10]      |
| 準優勝 | 4.  | 2011年6月12日  | バーミンガム       | 芝            | ロベルタ・ビンチ                       | オリガ・ゴボツォワ アーラ・クドゥリャフツェワ               | 6-1, 1-6, [5-10]      |
| 優勝   | 8.  | 2011年7月16日  | パレルモ           | クレー        | ロベルタ・ビンチ                       | アンドレア・フラバーチコバ クララ・ザコパロバ               | 7-5, 6-1              |
| 準優勝 | 5.  | 2011年8月27日  | ニューヘイブン     | ハード        | ロベルタ・ビンチ                       | 荘佳容 オリガ・ゴボツォワ                                   | 5-7, 2-6              |
| 準優勝 | 6.  | 2012年1月27日  | 全豪オープン       | ハード        | ロベルタ・ビンチ                       | スベトラーナ・クズネツォワ ベラ・ズボナレワ                 | 7-5, 4-6, 3-6         |
| 優勝   | 9.  | 2012年2月26日  | モンテレイ         | ハード        | ロベルタ・ビンチ                       | クルム伊達公子 張帥                                         | 6-2, 7-6(8-6)         |
| 優勝   | 10. | 2012年3月3日   | アカプルコ         | クレー        | ロベルタ・ビンチ                       | ルルド・ドミンゲス・リノ アランチャ・パラ・サントンハ       | 6-2, 6-1              |
| 準優勝 | 7.  | 2012年4月1日   | マイアミ           | ハード        | ロベルタ・ビンチ                       | マリア・キリレンコ ナディア・ペトロワ                       | 6-7(0-7), 6-4, [4-10] |
| 優勝   | 11. | 2012年4月15日  | バルセロナ         | クレー        | ロベルタ・ビンチ                       | フラビア・ペンネッタ フランチェスカ・スキアボーネ           | 6-0, 6-2              |
| 優勝   | 12. | 2012年5月12日  | マドリード         | クレー        | ロベルタ・ビンチ                       | エカテリーナ・マカロワ エレーナ・ベスニナ                   | 6-1, 3-6, [10-4]      |
| 優勝   | 13. | 2012年5月20日  | ローマ             | クレー        | ロベルタ・ビンチ                       | エカテリーナ・マカロワ エレーナ・ベスニナ                   | 6-2, 7-5              |
| 優勝   | 14. | 2012年6月8日   | 全仏オープン       | クレー        | ロベルタ・ビンチ                       | マリア・キリレンコ ナディア・ペトロワ                       | 4-6, 6-4, 6-2         |
| 優勝   | 15. | 2012年6月23日  | スヘルトーヘンボス | 芝            | ロベルタ・ビンチ                       | マリア・キリレンコ ナディア・ペトロワ                       | 6-4, 3-6, [11-9]      |
| 優勝   | 16. | 2012年9月9日   | 全米オープン       | ハード        | ロベルタ・ビンチ                       | アンドレア・フラバーチコバ ルーシー・ハラデツカ             | 6-4, 6-2              |
| 準優勝 | 8.  | 2013年1月11日  | シドニー           | ハード        | ロベルタ・ビンチ                       | ナディア・ペトロワ カタリナ・スレボトニク                   | 3-6, 4-6              |
| 優勝   | 17. | 2013年1月25日  | 全豪オープン       | ハード        | ロベルタ・ビンチ                       | アシュリー・バーティ ケーシー・デラクア                     | 6-2, 3-6, 6-2         |
| 優勝   | 18. | 2013年2月3日   | パリ               | ハード (室内) | ロベルタ・ビンチ                       | アンドレア・フラバーチコバ リーゼル・フーバー               | 6-1, 6-1              |
| 優勝   | 19. | 2013年2月17日  | ドーハ             | ハード        | ロベルタ・ビンチ                       | ナディア・ペトロワ カタリナ・スレボトニク                   | 2-6, 6-3, [10-6]      |
| 準優勝 | 9.  | 2013年5月19日  | ローマ             | クレー        | ロベルタ・ビンチ                       | 謝淑薇 彭帥                                                 | 6-4, 3-6, [8-10]      |
| 準優勝 | 10. | 2013年6月10日  | 全仏オープン       | クレー        | ロベルタ・ビンチ                       | エカテリーナ・マカロワ エレーナ・ベスニナ                   | 5-7, 2-6              |
| 準優勝 | 11. | 2014年1月10日  | シドニー           | ハード        | ロベルタ・ビンチ                       | ティメア・バボシュ ルーシー・サファロバ                     | 5-7, 6-3, [7-10]      |
| 優勝   | 20. | 2014年1月24日  | 全豪オープン       | ハード        | ロベルタ・ビンチ                       | エカテリーナ・マカロワ エレーナ・ベスニナ                   | 6-4, 3-6, 7-5         |
| 優勝   | 21. | 2014年4月27日  | シュトゥットガルト | クレー (室内) | ロベルタ・ビンチ                       | カーラ・ブラック サニア・ミルザ                             | 6-2, 6-3              |
| 優勝   | 22. | 2014年5月10日  | マドリード         | クレー        | ロベルタ・ビンチ                       | ガルビネ・ムグルサ カルラ・スアレス・ナバロ                 | 6-4, 6-3              |
| 準優勝 | 12. | 2014年5月18日  | ローマ             | クレー        | ロベルタ・ビンチ                       | クベタ・ペシュケ カタリナ・スレボトニク                     | 0-4 途中棄権          |
| 準優勝 | 13. | 2014年6月8日   | 全仏オープン       | クレー        | ロベルタ・ビンチ                       | 謝淑薇 彭帥                                                 | 4-6, 1-6              |
| 優勝   | 23. | 2014年7月5日   | ウィンブルドン     | 芝            | ロベルタ・ビンチ                       | ティメア・バボシュ クリスティナ・ムラデノビッチ             | 6-1, 6-3              |
| 優勝   | 24. | 2014年8月10日  | モントリオール     | ハード        | ロベルタ・ビンチ                       | カーラ・ブラック サニア・ミルザ                             | 7-6(7-4), 6-3         |
| 優勝   | 25. | 2015年1月10日  | オークランド       | ハード        | ロベルタ・ビンチ                       | 青山修子 レナタ・ボラコバ                                   | 6-2, 6-1              |
| 準優勝 | 14. | 2016年2月27日  | ドーハ             | ハード        | カルラ・スアレス・ナバロ               | 詹詠然 詹皓晴                                               | 3-6, 3-6              |
| 優勝   | 26. | 2017年10月15日 | 天津               | ハード        | イリーナ＝カメリア・ベグ               | ダリラ・ヤクポビッチ ニナ・ストヤノビッチ                   | 6-4, 6-3              |
| 優勝   | 27. | 2018年1月7日   | オークランド       | ハード        | ビビアネ・スクーフス                   | 穂積絵莉 加藤未唯                                           | 7-5, 6-1              |
| 準優勝 | 15. | 2022年1月9日   | メルボルン         | ハード        | ジャスミン・パオリーニ                 | エイジア・ムハンマド ジェシカ・ペグラ                       | 3-6, 1-6              |
| 優勝   | 28. | 2023年10月22日 | モナスティル       | ハード        | ジャスミン・パオリーニ                 | 本玉真唯 ナタリヤ・コスティッチ                             | 2-6, 7-6(7-4), [10-6] |
| 優勝   | 29. | 2024年2月4日   | リンツ             | ハード (室内) | ジャスミン・パオリーニ                 | ニコール・メリチャー エレン・ペレス                         | 7-5, 4-6, [10-7]      |
| 優勝   | 30. | 2024年5月19日  | ローマ             | クレー        | ジャスミン・パオリーニ                 | コリ・ガウフ エリン・ラウトリフ                             | 6-3, 4-6, [10-8]      |
| 準優勝 | 16. | 2024年6月9日   | 全仏オープン       | クレー        | ジャスミン・パオリーニ                 | コリ・ガウフ カテリナ・シニャコバ                           | 6-7(5-7), 3-6         |
| 優勝   | 31. | 2024年8月4日   | パリ五輪           | クレー        | ジャスミン・パオリーニ                 | ミラ・アンドレーワ ディアナ・シュナイダー                   | 2-6, 6-1, [10-7]      |
| 優勝   | 32. | 2024年10月6日  | 北京               | ハード        | ジャスミン・パオリーニ                 | 詹皓晴 ベロニカ・クデルメトバ                               | 6-4, 6-4              |
| 優勝   | 33. | 2025年2月15日  | ドーハ             | ハード        | ジャスミン・パオリーニ                 | ジアン・シンユー ウー・ファンシェン                         | 7-5, 7-6(12-10)       |
| 優勝   | 34. | 2025年5月18日  | ローマ             | クレー        | ジャスミン・パオリーニ                 | ベロニカ・クデルメトバ エリーズ・メルテンス                 | 6-4, 7-5              |
| 優勝   | 35. | 2025年6月8日   | 全仏オープン       | クレー        | ジャスミン・パオリーニ                 | アンナ・ダニリナ アレクサンドラ・クルニッチ                 | 6-4, 2-6, 6-1         |
| 準優勝 | 17. | 2025年6月22日  | ベルリン           | 芝            | ジャスミン・パオリーニ                 | オリヴィア・ニコルズ テレサ・ミハリコバ                     | 6-4, 2-6, [6-10]      |

## 4大大会優勝
- 全豪オープン ダブルス：2勝（2013年, 14年）
- 全仏オープン ダブルス：2勝（2012年, 25年）［シングルス準優勝：2012年］
- ウィンブルドン選手権 ダブルス：1勝（2014年）
- 全米オープン ダブルス：1勝（2012年）

| 年     | 大会           | パートナー             | 対戦相手                                        | 試合結果      |
| ------ | -------------- | ---------------------- | ----------------------------------------------- | ------------- |
| 2012年 | 全仏オープン   | ロベルタ・ビンチ       | マリア・キリレンコ ナディア・ペトロワ           | 4-6, 6-4, 6-2 |
| 2012年 | 全米オープン   | ロベルタ・ビンチ       | アンドレア・フラバーチコバ ルーシー・ハラデツカ | 6-4, 6-2      |
| 2013年 | 全豪オープン   | ロベルタ・ビンチ       | アシュリー・バーティ ケーシー・デラクア         | 6-2, 3-6, 6-2 |
| 2014年 | 全豪オープン   | ロベルタ・ビンチ       | エカテリーナ・マカロワ エレーナ・ベスニナ       | 6-4, 3-6, 7-5 |
| 2014年 | ウィンブルドン | ロベルタ・ビンチ       | ティメア・バボシュ クリスティナ・ムラデノビッチ | 6-1, 6-3      |
| 2025年 | 全仏オープン   | ジャスミン・パオリーニ | アンナ・ダニリナ アレクサンドラ・クルニッチ     | 6-4, 2-6, 6-1 |

## 4大大会シングルス成績
略語の説明
| W | F | SF | QF | #R | RR | Q# | LQ | A | Z# | PO | G | S | B | NMS | P | NH |

W=優勝, F=準優勝, SF=ベスト4, QF=ベスト8, #R=#回戦敗退, RR=ラウンドロビン敗退, Q#=予選#回戦敗退, LQ=予選敗退, A=大会不参加, Z#=デビスカップ/BJKカップ地域ゾーン, PO=デビスカップ/BJKカッププレーオフ, G=オリンピック金メダル, S=オリンピック銀メダル, B=オリンピック銅メダル, NMS=マスターズシリーズから降格, P=開催延期, NH=開催なし.
| 大会           | 2006 | 2007 | 2008 | 2009 | 2010 | 2011 | 2012 | 2013 | 2014 | 2015 | 2016 | 2017 | 2018 | 2019 | 2020 | 2021 | 2022 | 2023 | 2024 | 2025 | 通算成績 |
| -------------- | ---- | ---- | ---- | ---- | ---- | ---- | ---- | ---- | ---- | ---- | ---- | ---- | ---- | ---- | ---- | ---- | ---- | ---- | ---- | ---- | -------- |
| 全豪オープン   | A    | LQ   | 1R   | 3R   | 3R   | 1R   | QF   | 1R   | 1R   | 3R   | 1R   | 2R   | LQ   | A    | LQ   | 3R   | LQ   | LQ   | 1R   | LQ   | 13–12    |
| 全仏オープン   | A    | LQ   | 1R   | 1R   | 1R   | 2R   | F    | SF   | QF   | QF   | 1R   | 2R   | 1R   | A    | 2R   | LQ   | LQ   | 2R   | 2R   | LQ   | 24–14    |
| ウィンブルドン | LQ   | A    | 1R   | 2R   | 3R   | 2R   | 3R   | 1R   | 1R   | 2R   | 2R   | 1R   | A    | A    | NH   | LQ   | LQ   | 1R   | 1R   | A    | 8–12     |
| 全米オープン   | LQ   | 2R   | 2R   | 3R   | 3R   | 1R   | SF   | 2R   | QF   | 3R   | 1R   | A    | A    | A    | A    | 1R   | LQ   | LQ   | 3R   |      | 20–12    |

## 4大大会ダブルス成績
略語の説明
| W | F | SF | QF | #R | RR | Q# | LQ | A | Z# | PO | G | S | B | NMS | P | NH |

W=優勝, F=準優勝, SF=ベスト4, QF=ベスト8, #R=#回戦敗退, RR=ラウンドロビン敗退, Q#=予選#回戦敗退, LQ=予選敗退, A=大会不参加, Z#=デビスカップ/BJKカップ地域ゾーン, PO=デビスカップ/BJKカッププレーオフ, G=オリンピック金メダル, S=オリンピック銀メダル, B=オリンピック銅メダル, NMS=マスターズシリーズから降格, P=開催延期, NH=開催なし.
| 大会           | 2006 | 2007 | 2008 | 2009 | 2010 | 2011 | 2012 | 2013 | 2014 | 2015 | 2016 | 2017 | 2018 | 2019 | 2020 | 2021 | 2022 | 2023 | 2024 | 2025 | 通算成績 |
| -------------- | ---- | ---- | ---- | ---- | ---- | ---- | ---- | ---- | ---- | ---- | ---- | ---- | ---- | ---- | ---- | ---- | ---- | ---- | ---- | ---- | -------- |
| 全豪オープン   | A    | A    | 1R   | 1R   | 1R   | 1R   | F    | W    | W    | 3R   | 1R   | 2R   | A    | A    | A    | A    | A    | A    | 3R   | 2R   | 23–9     |
| 全仏オープン   | A    | A    | 2R   | 2R   | 2R   | 3R   | W    | F    | F    | A    | 1R   | A    | 2R   | A    | A    | A    | A    | 1R   | F    | W    | 33–10    |
| ウィンブルドン | A    | A    | 2R   | 2R   | 3R   | 3R   | QF   | 3R   | W    | A    | 1R   | A    | A    | A    | NH   | A    | A    | 1R   | 3R   | 2R   | 20–10    |
| 全米オープン   | A    | A    | 1R   | 1R   | 1R   | QF   | W    | QF   | 2R   | SF   | A    | A    | A    | A    | A    | 1R   | A    | A    | 2R   |      | 18–9     |